# Dreisbachia lutea
Dreisbachia lutea là một loài tò vò trong họ Ichneumonidae.